# Mannen som elsket Yngve
Mannen som elsket Yngve (Engelse titel: The Man Who Loved Yngve) is een Noorse romantische dramafilm uit 2008.
De film werd geregisseerd door Stian Kristiansen op basis van de gelijknamige roman van Tore Renberg, die ook het script schreef. In 2011 verscheen een vervolg met de titel Jeg reiser alene en in 2012 was Kompani Orheim de derde film over het personage Jarle Klepp.

## Verhaal
In november 1989 vormen Jarle en zijn vrienden uit Stavanger een punkband. Dan komt er een nieuwe jongen op school genaamd Yngve. Tot zijn eigen schrik ontwikkelt Jarle sterke gevoelens voor zijn klasgenoot.

## Rolverdeling
| Acteur                  | Personage       | Opmerkingen   |
| ----------------------- | --------------- | ------------- |
| Rolf Kristian Larsen    | Jarle Klepp     | hoofdrol      |
| Arthur Berning          | Helge Ombo      |               |
| Ole Christoffer Ertvåg  | Yngve Lima      |               |
| Ida Elise Broch         | Katrine Halsnes |               |
| Jørgen Langhelle        | Terje Orheim    | Jarles vader  |
| Trine Wiggen            | Sara Klepp      | Jarles moeder |
| Knut Sverdrup Kleppestø | Andreas         |               |

## Achtergrond
De film werd opgenomen in februari en maart 2007.

## Ontvangst
De film werd door de Noorse media goed ontvangen. Ook commercieel was de film succesvol, meer dan 170.000 Noren zagen de film in de bioscoop.